# Gundam Wing
Mobile Suit Gundam Wing, in Japan bekend als New Mobile Report Gundam W1 (ook bekend als 新機動戦記ガンダムW shin kidō senki gandamu wing in het Japans), is een animeserie voor televisie bestaande uit 49 afleveringen die begon in 1995. Aanvankelijk geregisseerd door Masashi Ikeda en geschreven door Katsuyuki Sumizawa (Ronin Warriors), was de serie losjes gebaseerd op de originele serie uit 1979, Mobile Suit Gundam, gemaakt door Yoshiyuki Tomino en Hajime Yatate.
Gundam Wing is een van de Gundam series. Gundam Wing situeert zich vooral in de ruimte, in de After Colony (Na Kolonie) tijdlijn.
In Nederland zijn de film en serie uitgezonden op Yorin.

## Verhaal
De mens heeft de ruimte gekoloniseerd en op de aarde hebben de landen zich verenigd in de United Earth Sphere Alliance (verenigde aardbol alliantie). Maar de Alliantie bestuurde de kolonies met een ijzeren vuist. De kolonies wilden een vreedzame oplossing voor de situatie. Deze beweging werd gestuurd door de pacifistische Heero Yuy, maar toen hij vermoord werd in het jaar Na Kolonie 175 veranderden de kolonies van bedoeling.
In het jaar Na Kolonie 195, wordt Operation Meteor (Operatie Meteoor) in werking gezet. Vijf jongens zijn uitgekozen en getraind door wetenschappers, en worden naar de aarde gestuurd in enorm geavanceerde Mobile Suits (mobiele pakken, grote mensvormige mecha's) bekend als "Gundams" omdat ze van het sterke, duurzame Gundanium gemaakt zijn. Gundam Wing concentreert zich rond het verhaal van de gevechten van deze vijf jongens, die 15 jaar oud zijn.

## Namen
De namen van de personages zijn gebaseerd op nummers. Elk personage heeft een naam die is afgeleid van een nummer in verschillende talen.
| Cijfer        | Personage            | Uit de taal             |
| ------------- | -------------------- | ----------------------- |
| 0             | Zero System          | Diverse talen           |
| 1             | Heero Yuy            | Japans (hi)             |
| 1             | Lady Une             | Frans (une)             |
| 2             | Duo Maxwell          | Latijn (duo)            |
| 3             | Trowa Barton         | Frans (trois)           |
| 4             | Quatre Winner        | Frans (quatre)          |
| 5             | Chang Wufei          | Chinees (wu)            |
| 5             | Koninkrijk Sank      | Frans (cinq)            |
| 6             | Zechs Marquise       | Duits (sechs)           |
| 7             | Generaal Septem      | Latijn (septem)         |
| 8             | Lt. Otto             | Italiaans (otto)        |
| 8             | Inspecteur Acht      | Duits, Nederlands(acht) |
| 9             | Lucrezia Noin        | Duits (neun)            |
| 10            | Dekim Barton         | Latijn (decem)          |
| 12            | Tsubarov             | Duits (zwölf)           |
| 13            | Treize Khushrenada   | Frans (treize)          |
| 15            | Quinze               | Frans (quinze)          |
| 16            | Sedici               | Italiaans (sedici)      |
| 20            | Generaal Venty       | Italiaans (venti)       |
| 30            | Trant                | Frans (trente)          |
| 90            | Generaal Noventa     | Italiaans (novanta)     |
| 1.000.000     | PeaceMillion         | English (million)       |
| 1.000.000.000 | Milliardo Peacecraft | diverse talen           |

De namen van de OZ mobiele pakken zijn bijna allemaal gebaseerd op sterrenbeelden (Leo, Aries, Cancer, Pisces, virgo, taurus) en ook een basis is vernoemd naar een sterrenbeeld (libra)